# Ladenbergia oblongifolia
Ladenbergia oblongifolia là một loài thực vật có hoa trong họ Thiến thảo. Loài này được (Humb. ex Mutis) L.Andersson mô tả khoa học đầu tiên năm 1994.